# Старый Мерчик
Ста́рый Ме́рчик (укр. Старий Мерчик) — посёлок в Валковской общине Богодуховского района Харьковской области Украины. 
Являлся до 2020 года административным центром Ста́ро-Ме́рчинского поселкового совета, в который, кроме того, входил посёлки Газовое и Привокзальное, сёла Доброполье, Золочевское и Мичуринское.

## Географическое положение
Посёлок городского типа Старый Мерчик находится в 38 км западнее Харькова, и в 26 км от Валок на обоих берегах реки Мокрый Мерчик, вытянут вдоль реки почти на 9 км, выше по течению примыкает к селу Гурино, ниже по течению — к сёлам Доброполье и Новый Мерчик. На реке большое водохранилище.
Посёлок пересекают балки Капустяная и Каменная, по которым протекают пересыхающие ручьи. Рядом с селом садовые участки.

## История
Старый Мерчик отделился от села Всесвятского, которое было основано в 1665 году. 
В 1680 — была построена первая деревянная церковь Всех Святых, откуда пошло название села.
Все(х)святское разделилось на сёла Старый Мерчик, Доброполье и Новый Мерчик. Население села относится к первым поселенцам Слободской Украины. 
Заселялось выходцами с Правобережной Украины и Гетманщины.
Название села Мерчик произошло от гидронима - имени реки Мерчик.
Старый Мерчик являлся административным центром Старомерчанской волости Валковского уезда Харьковской губернии Российской империи.
С 1938 года — посёлок городского типа.
- В 1940 году, перед ВОВ, в пгт были 754 двора, три озера, православная церковь, с/х техникум, сельсовет и 4 ветряные мельницы.[6]

Во время Великой Отечественной войны с 19 октября 1941 до 1943 года посёлок был оккупирован наступавшими немецкими войсками.
В 1957 году здесь действовали сельскохозяйственный техникум, лесничество, восьмилетняя школа, начальная школа, клуб на 200 мест и библиотека.
Население в 1966 году составляло 4400 человек, издавалась газета "Вперёд", работал колхоз "Дружба" с 2823 с.х. угодий
В 1976 году здесь действовали мебельная фабрика, кирпичный завод, ветеринарно-зоотехнический техникум, кинотеатр и исторический музей.
В январе 1989 года численность населения составляла 2009 человек.
В мае 1995 года Кабинет министров Украины утвердил решение о приватизации находившейся в посёлке птицефабрики.
На 1 января 2013 года численность населения составляла 1772 человека.

## Экономика
- В селе есть молочно-товарная и птице-товарная фермы.
- Агрофирма «Восток».
- Мерчанская мебельная фабрика (остановила серийное производство при распаде СССР, сейчас занимается заказной работой).
- Кирпичный завод (остановил работу в 1970-х годах).
- Садовое товарищество «ХимМаш».
- птицефабрика (остановила работу в 1993 году).
- Мерчанское лесничество.
- Юльевское НГП.
- Учебное хозяйство.

## Объекты социальной сферы
- Старомерчикское дошкольное учебное заведение «Золотой петушок».
- Школа І—ІІІ ст. (http://stmer4uk.at.ua).
- Больница.
- Привокзальная библиотека (бывш. начальная школа).

## Транспорт
В 3-х км проходит железная дорога, линия Люботин — Сумы, ближайшие ж.д. станции Мерчик и Просторное. В 3-х км проходит автомобильная дорога М-03 (E 40).

## Достопримечательности

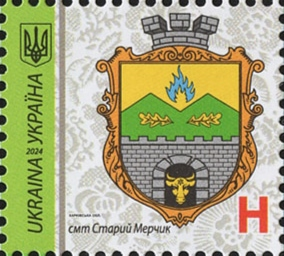
Стандартная марка с символикой посёлка в серии «Гербы городов, поселков и сел Украины», Почта Украины, 2024 год.

- Возле сельского совета — братская могила советских воинов. Похоронено 275 чел.
- На кладбище — братская могила советских воинов и Памятный знак воинам-землякам. Похоронено 22 чел.
- Исторический музей.
- Церковь Всех Святых (Всехсвятская). Первая деревянная церковь Всех Святых была основана в 1680 году. В 1778 году владелец села Шидловский заменил обветшавший храм новым каменным. В советское время закрытый, храм был возвращён церкви в 1994 году.
- Гидрологический заказник местного значения «Мерчикский». Площадь — 37,0 га.
- Парк-памятник садово-паркового искусства общегосударственного значения «Старомерчикский». Площадь — 69,0 га. Расположен в посёлке Старый Мерчик. Основан во второй половине 18 ст. Парк ландшафтного типа. В парке растут дерево-кустарниковые породы местного происхождения (дуб, клён, липа, сосна). На территории парка размещено несколько памятников архитектуры 18 ст.
- Усадьба Шидловских — ансамбль построек 1770—1780-х гг. в стиле раннего классицизма, арх. П. Ярославский. Сохранились главный дом, флигели, остатки грота, винный погреб. После 1994 года церковь была отреставрирована[11][12].

## Экология
- Свалка твердых бытовых отходов (1 га).

## Известные люди
- Фёдор Владимирович Шидловский (до 1677 — ок. 1719) — представитель шляхетского рода Шидловских, генерал-майор армии Петра I.
- Серге́й Абуези́дович Ташу́ев (род. 1959) — российский футбольный тренер.